# Peristeria esperanzae
Peristeria esperanzae är en orkidéart som beskrevs av Pedro Ortiz Valdivieso. Peristeria esperanzae ingår i släktet Peristeria och familjen orkidéer.
Artens utbredningsområde är Colombia. Inga underarter finns listade i Catalogue of Life.